# Via del Tritone
La Via del Tritone est une rue du centre de Rome, qui relie le largo Chigi et la piazza di San Claudio, avec la piazza Barberini.
Le nom vient de la statue du Triton faite par Le Bernin. La rue a été construite entre les années 1880, après l'annexion de Rome au royaume d'Italie, et les années 1920, presque simultanément avec l'élargissement de la via del Corso.

## Les bâtiments
- Palazzo Alberoni.
- Palazzo Cornaro.
- Le siège du journal Il Messaggero.
- Palazzo del Tritone.

## L'architecture religieuse
- Église Santa Maria dell'Itria de Rome.
- Église San Salvatore degli Arcioni.